# Aeropuerto de Bajura
El Aeropuerto de Bajura (IATA: BJU, OACI: VNBR) es un aeropuerto que sirve a Bajura, un distrito en la Zona Seti en Nepal.

## Instalaciones
El aeropuerto reside a una elevación de 4300 pies (1311 m) sobre el nivel del mar. Tiene una única pista de aterrizaje que tiene 1880 pies (573 m) de longitud.

## Aerolíneas y destinos
| Aerolíneas     | Destinos  |
| -------------- | --------- |
| Nepal Airlines | Nepalgunj |
| Tara Air       | Nepalgunj |